# Lista stadionów piłkarskich w Islandii
Lista stadionów piłkarskich w Islandii ułożona według deklarowanej pojemności trybun.
| Nazwa stadionu     | Miasto                  | Drużyny                | Pojemność | Zdjęcie |
| ------------------ | ----------------------- | ---------------------- | --------- | ------- |
| Laugardalsvöllur   | Reykjavík               | KF Fram, reprezentacja | 13.000    |         |
| Kaplakriki         | Hafnarfjörður           | FH Hafnarfjörður       | 6.450     |         |
| Akranesvöllur      | Akranes                 | ÍA Akranes             | 5.524     |         |
| Kópavogsvöllur     | Kópavogur               | Breiðablik UBK         | 5.501     |         |
| Hlíðarendi         | Reykjavík               | KF Valur               | 3.421     |         |
| Hásteinsvöllur     | Vestmannaeyjar          | ÍB Vestmannaeyja       | 2.983     |         |
| KR-völlur          | Reykjavík               | KR Reykjavík           | 2.950     |         |
| Fylkisvöllur       | Reykjavík               | ÍF Fylkir              | 2.872     |         |
| Keflavíkurvöllur   | Keflavík                | KF Keflavík            | 2.554     |         |
| Valbjarnarvöllur   | Reykjavík               | KF Þróttur             | 2.341     |         |
| Kórinn             | Reykjavík               |                        | 2.050     |         |
| Grindavíkurvöllur  | Grindavík               | UMF Grindavík          | 1.750     |         |
| Akureyrarvöllur    | Akureyri                | KA Akureyri            | 1.645     |         |
| Víkingsvöllur      | Reykjavík               | KF Víkingur            | 1.100     |         |
| Fjölnisvöllur      | Grafarvogur (Reykjavík) | UMF Fjölnir            | 1.098     |         |
| Stjörnuvöllur      | Garðabær                | UMF Stjarnan           | 1.000     |         |
| Njarðtaksvöllurinn | Reykjanesbær            | UMF Njarðvíkur         | 500       |         |
| Vilhjálmsvöllur    | Egilsstaðir             | ÍF Höttur              | 500       |         |
| Dalvíkurvöllur     | Dalvík                  | KF Dalvik/Reynir       | 400       |         |
| Leiknisvöllur      | Reykjavík               | ÍF Leiknir             | 300       |         |